# 19th-Century Music
19th-Century Music är en amerikansk akademisk tidskrift. Den behandlar musik under perioden mellan 1780 och 1920 (alternativt 1789 och 1914, det så kallade "långa seklet" mellan franska revolutionen och första världskrigets utbrott). Tidskriften ägs av University of California Press.